# Kiskanizsa
Kiskanizsa (németül Klein-Kanizsa, horvátul: Mala Kaniža) Nagykanizsának mind kiterjedésére, mind pedig lakosságszámát tekintve egyik legjelentősebb városrésze, a központtól nyugatra. A 7-es főúttal a 6830-as, Murakeresztúrral a 6833-as, a horvát határ menti Molnárival pedig a 6834-es út kapcsolja össze.

## Története
Helyén a középkorban egy Től nevű település állt, melyet viszonylag későn, csak 1423-ban említenek először. A tőli jobbágyok Kanizsa várában teljesítettek szolgálatot, mint belső cselédek. Szent Bertalannak szentelt kápolnáját a 16. században megerődítették, és ez lett Től vára. A török dúlás alatt többször elnéptelenedik, és csak Kanizsa 1690-es visszavétele után telepítik újra. Az új lakosság meglehetősen heterogén, ugyanis magyarok, ittmaradt várvédő törökök és szerbek, horvátok és németek egyaránt megtelepednek Kiskanizsán. Lakossága néhány nemzedék alatt összekovácsolódott és nyelvében, szokásaiban kitűnő etnikai adottságokkal rendelkező paraszti közösségé vált. Ezt a zártságot csak fokozta a mind szorosabbá váló endogámia. A kiskanizsai polgár csak elvétve hozott feleséget más településről, leányainak is inkább egy távolabbi utcából választott férjet. A családok túlnyomó része földműveléssel, kertészkedéssel, piacra termeléssel és árusítással foglalkozott és foglalkozik ma is. Egy rövid időszakot nem tekintve, mindig Nagykanizsához tartozott. Lakosságának száma ma valamivel több, mint 7000. Lakóit gyakran csak „sáskaként” illetik. A településrész rendezésére 1972-ben Kiss Tamás (ZALATERV) készített városrendezési tervet, mely szakmai megalapozása érdekében külön munkarészben feldolgozta Kiskanizsa történetét is.

### Az önálló Kiskanizsa
A városrészek közötti kapocs az 1800-as években kezdett meglazulni, a kiskanizsaiak ugyanis úgy érezték, hogy nem részesülnek a város terheiben való osztozásuk arányában a megszerzett javakból. Növelte a távolságot a város két része között a gazdálkodásbeli különbség is. Kiskanizsának földművelő volta falusias arculatot adott, Nagykanizsa viszont mindinkább közelített az ipari-városias jelleg felé. A növekvő ellentétek miatt Halvax József polgármestersége idején, 1868-ban megtörtént a szakítás Nagykanizsa és Kiskanizsa között. A válás után Kiskanizsa főszolgabírói hatáskör alá került, külön mezővárossá lett. Közigazgatását nagykanizsai mintára szervezte meg: külön képviselő-testülete és tanácsa volt. A vagyoni és terhekbeni osztozkodás lebonyolítására megalakult az úgynevezett kiküldöttség. Mivel ennek munkája nem elégítette ki a kiskanizsaiakat, megindították az úgynevezett arányosítási pert. A községek rendezéséről szóló 1871: XVIII. tc. alapján Kiskanizsa 1873. június 29-én nagyközségnek nyilvánította magát. Anyagi terheik azonban növekedtek, ez pedig kényszerhelyzetet teremtett. 
1876 decemberében a kiskanizsaiak úgy döntöttek, hogy visszacsatlakoznak Nagykanizsához, ezért a vármegye beavatkozását kérték a szétválás hatálytalanítására. 1876. december 26-án hat pontból álló kiegyezési javaslatot állítottak össze, ezt azonban a nagykanizsai képviselő-testület az 1877. február 5-én tartott ülésén nem fogadta el. A belügyminisztertől kapott utasítás egyértelműen leszögezte, hogy a BM jóváhagyása csak akkor történik meg, ha az egyezkedés legvitatottabb pontját, a legelői jog és a két városrész közös föld- és házbirtokainak kérdését tisztázzák. A törvényhatósági küldöttség részvételével lefolytatott tárgyalások eredményeként 1880. július 19-én megszületett a belügyminiszteri jóváhagyás, és 1880. december 30-án újra közös képviselő-testületi választást tartottak. Az ismét együttesen történő gazdálkodás törvényességének és zökkenőmentességének biztosítása érdekében 1881. február 24-én megalakították a huszonötös bizottságot.

### Képeslapok a 20. század elejéről

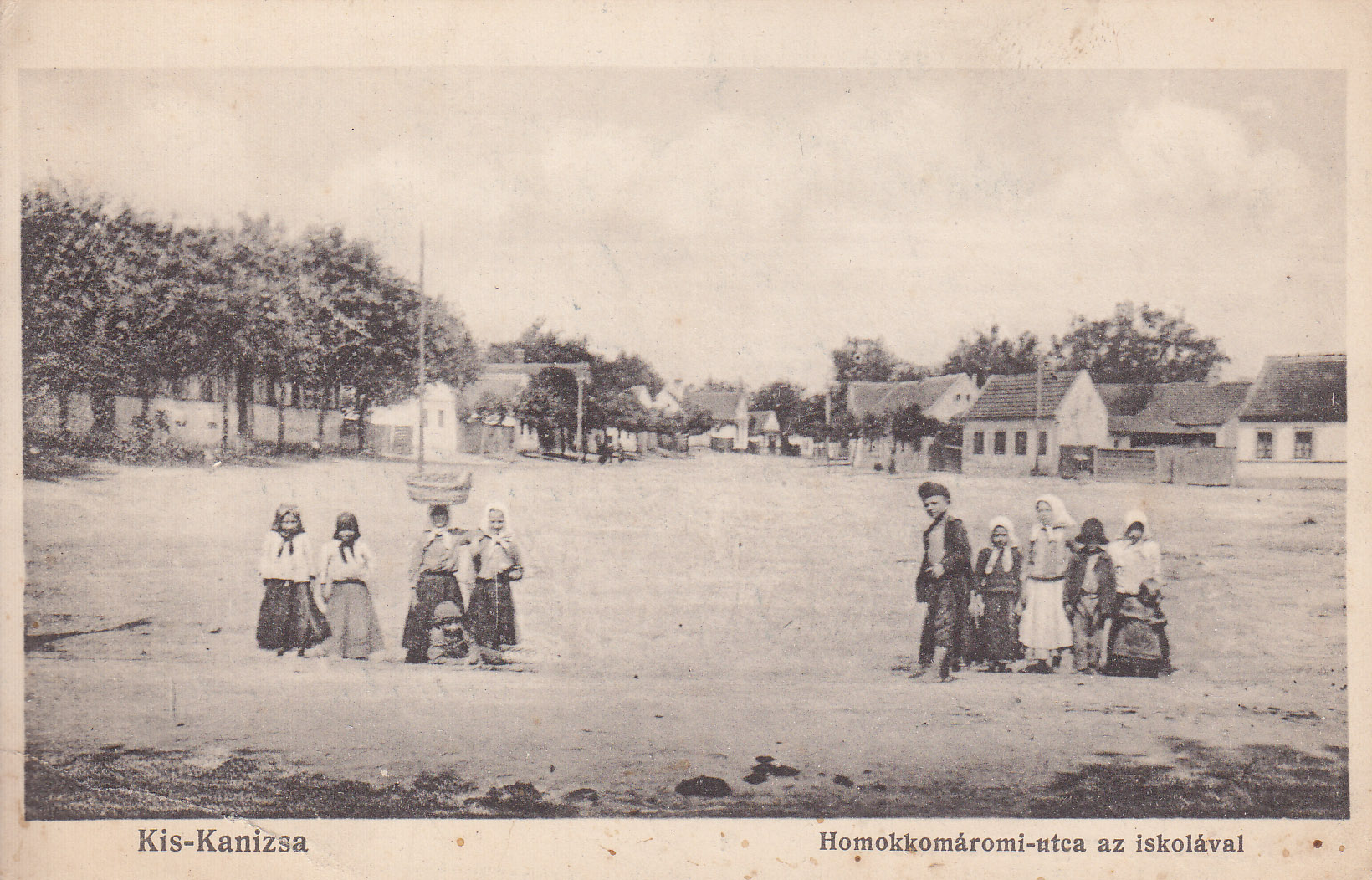
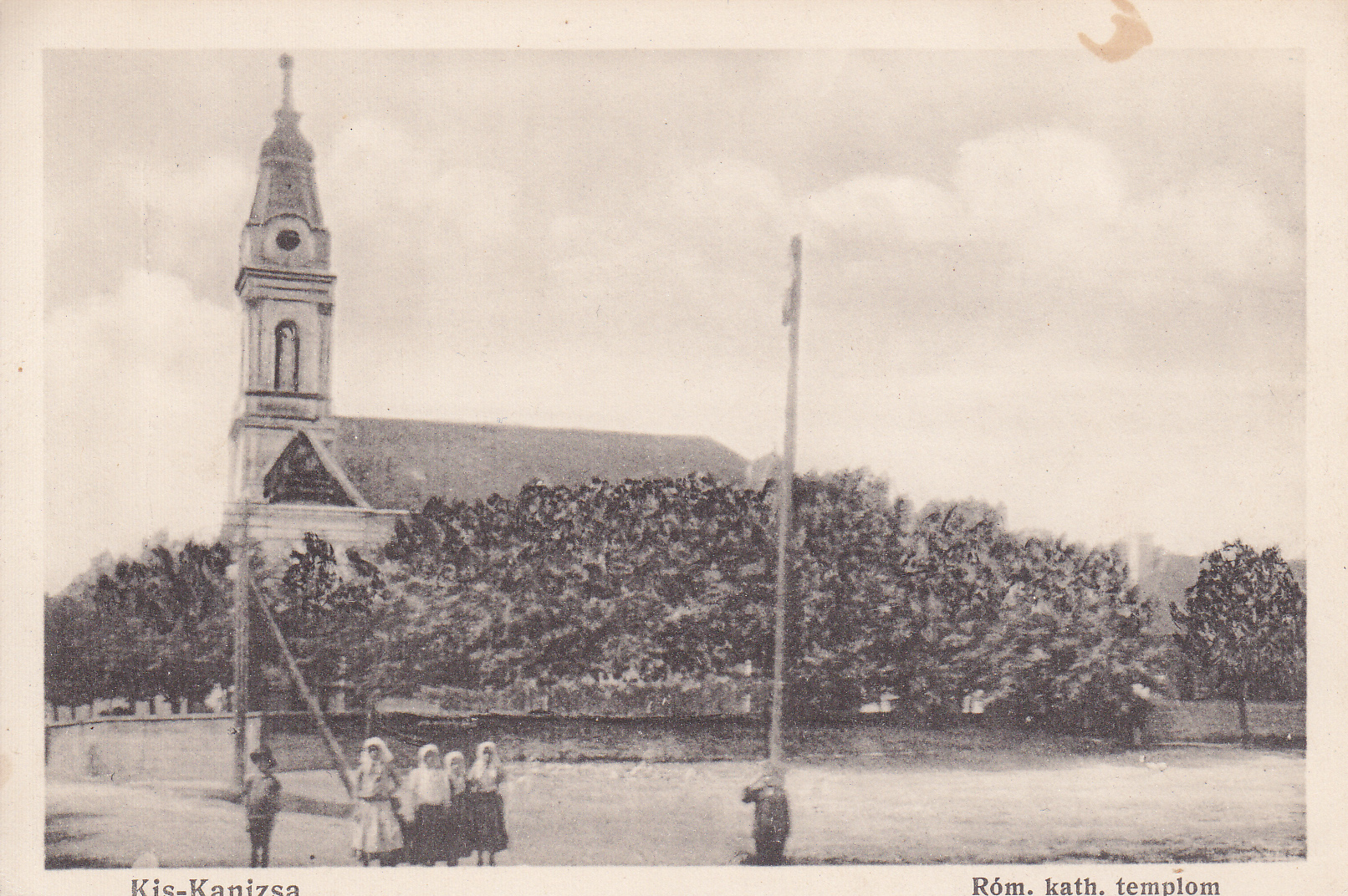
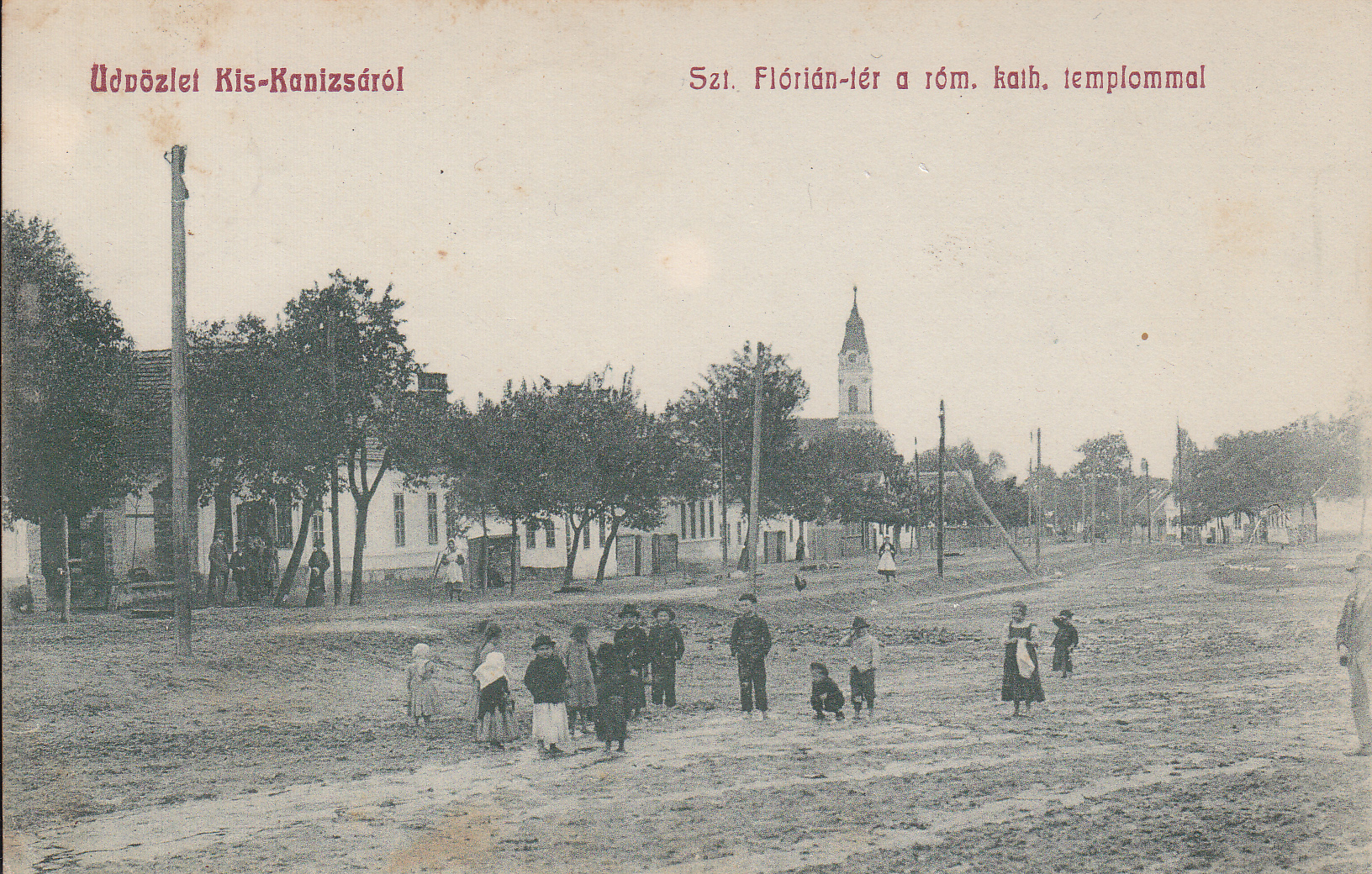

## Látnivalók
- Sarlós Boldogasszony-templom

Kiskanizsa, képeslap

- Polgári Olvasókör székháza, ma Móricz Zsigmond Művelődési Ház
- A kiskanizsai utcák mentén és a temetőben (a síremlékeket nem számítva) 16 db régi (védelemben részesülő) kőkereszt látható.[2]

## Intézmények, egyesületek
- Kiskanizsai Részönkormányzat
- Általános Iskola Kiskanizsa
- Kiskanizsai Sáskák Sport Egyesület

## Híres szülöttei
- Plánder Ferenc (1796–1867) római katolikus plébános, néprajzkutató
- Kunfi Zsigmond (1879–1929) újságíró, miniszter, közoktatásügyi népbiztos
- Rédei Károly (1932–2008) magyar nyelvész, az MTA tagja
- Keller József (1965–) magyar válogatott labdarúgó

## Képtár

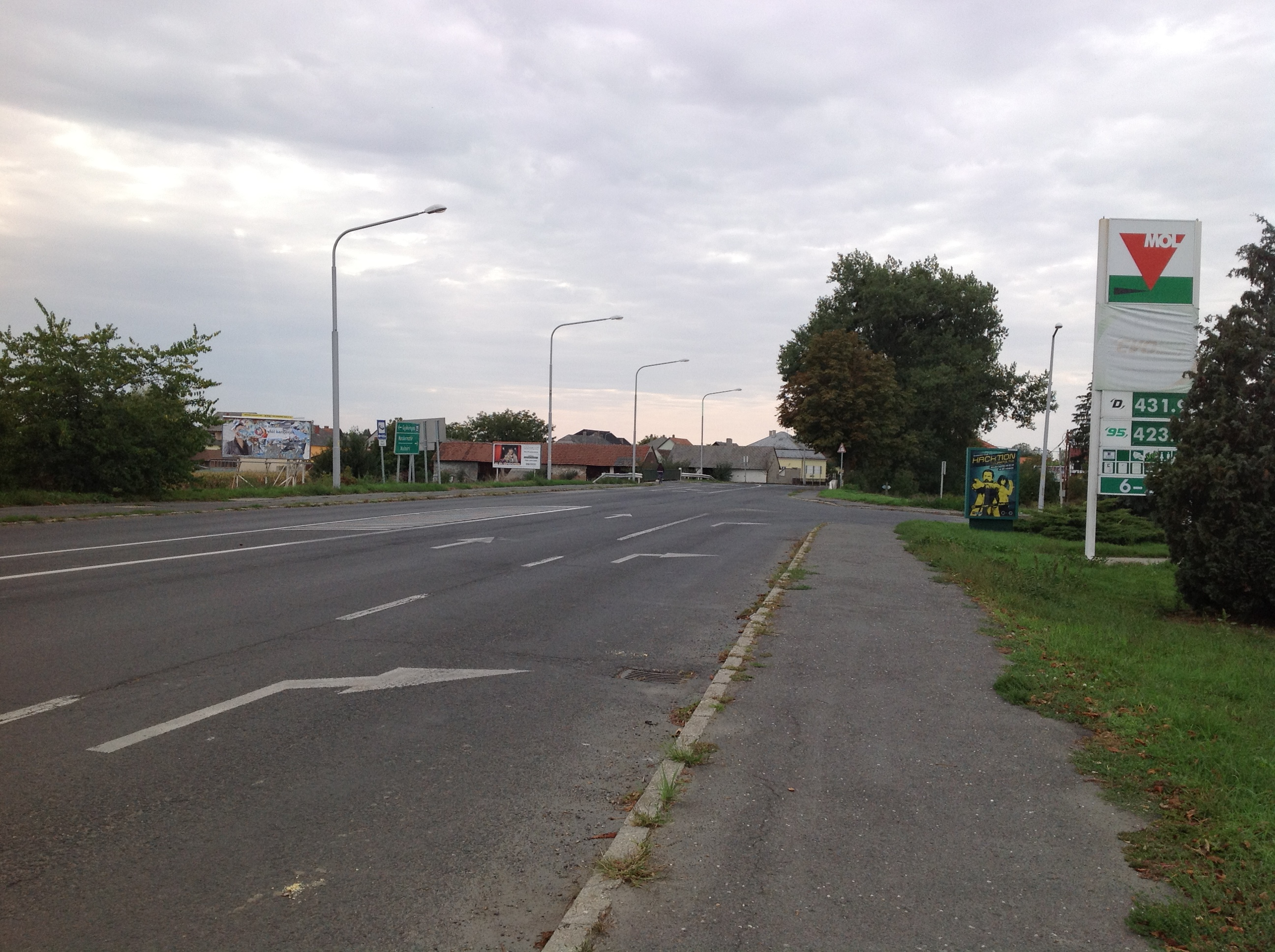
Kiskanizsa bejárata Nagykanizsa felől
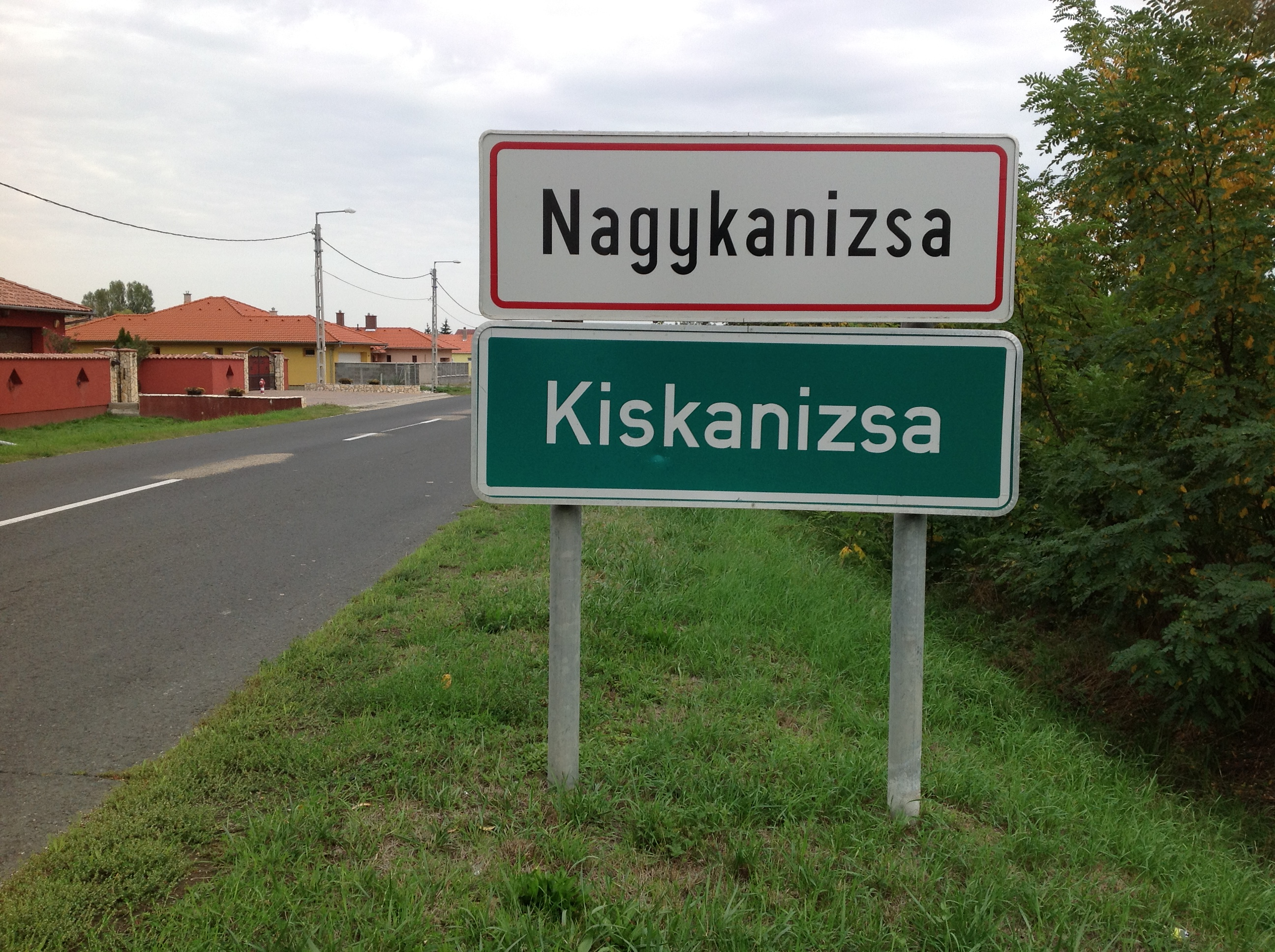
Helységnévtábla
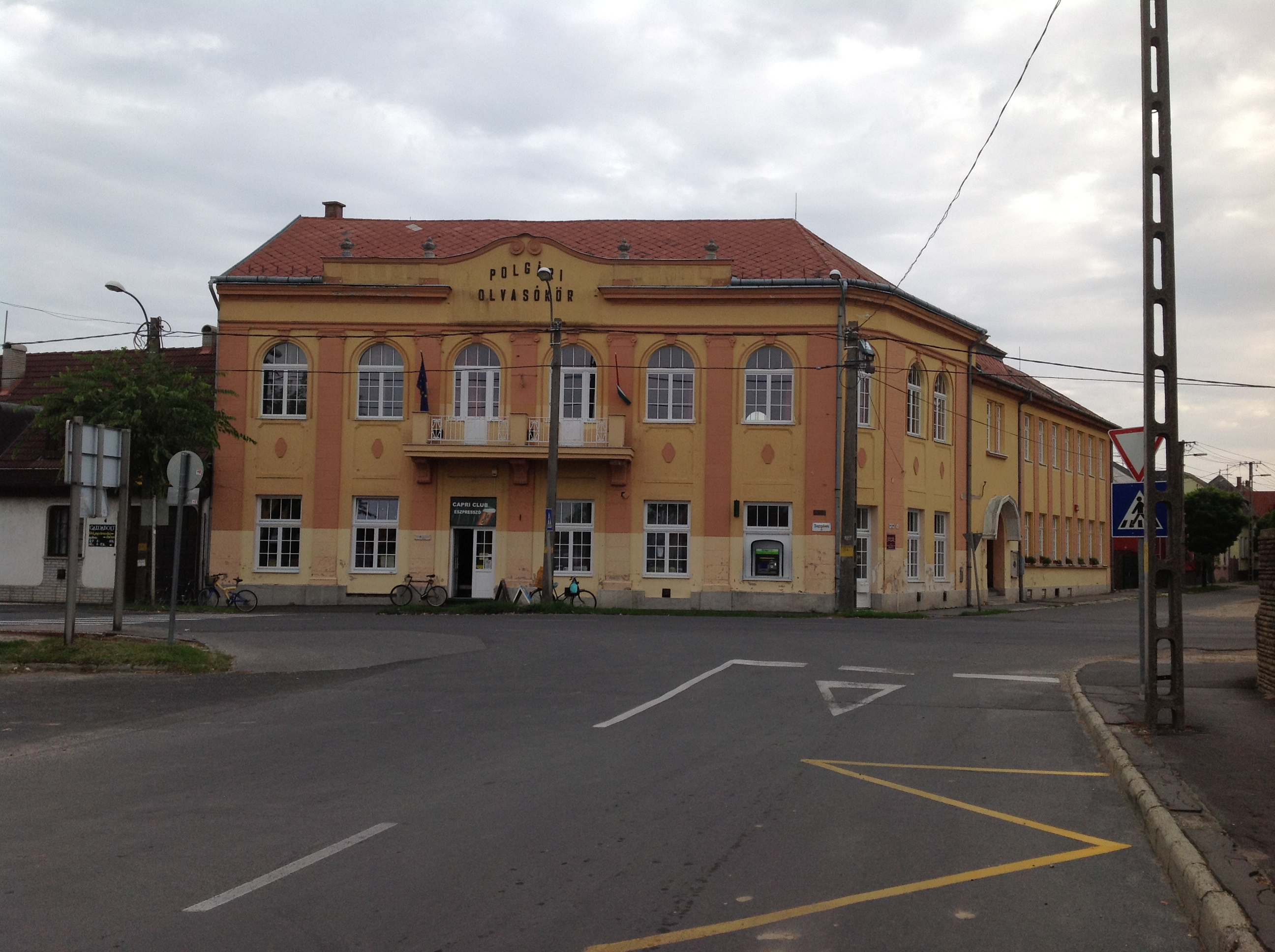
Polgári Olvasókör
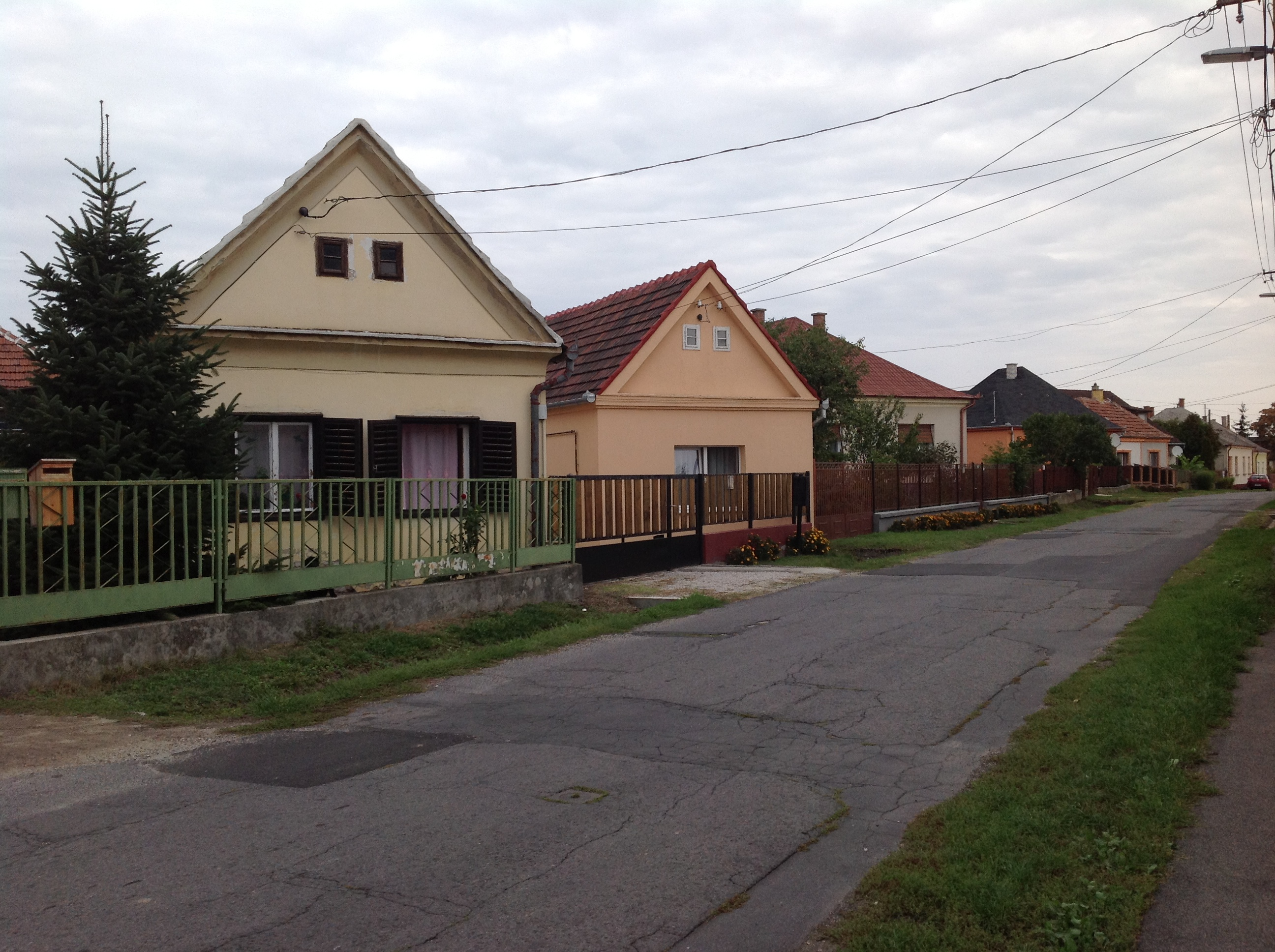
Jellegzetes kiskanizsai parasztházak
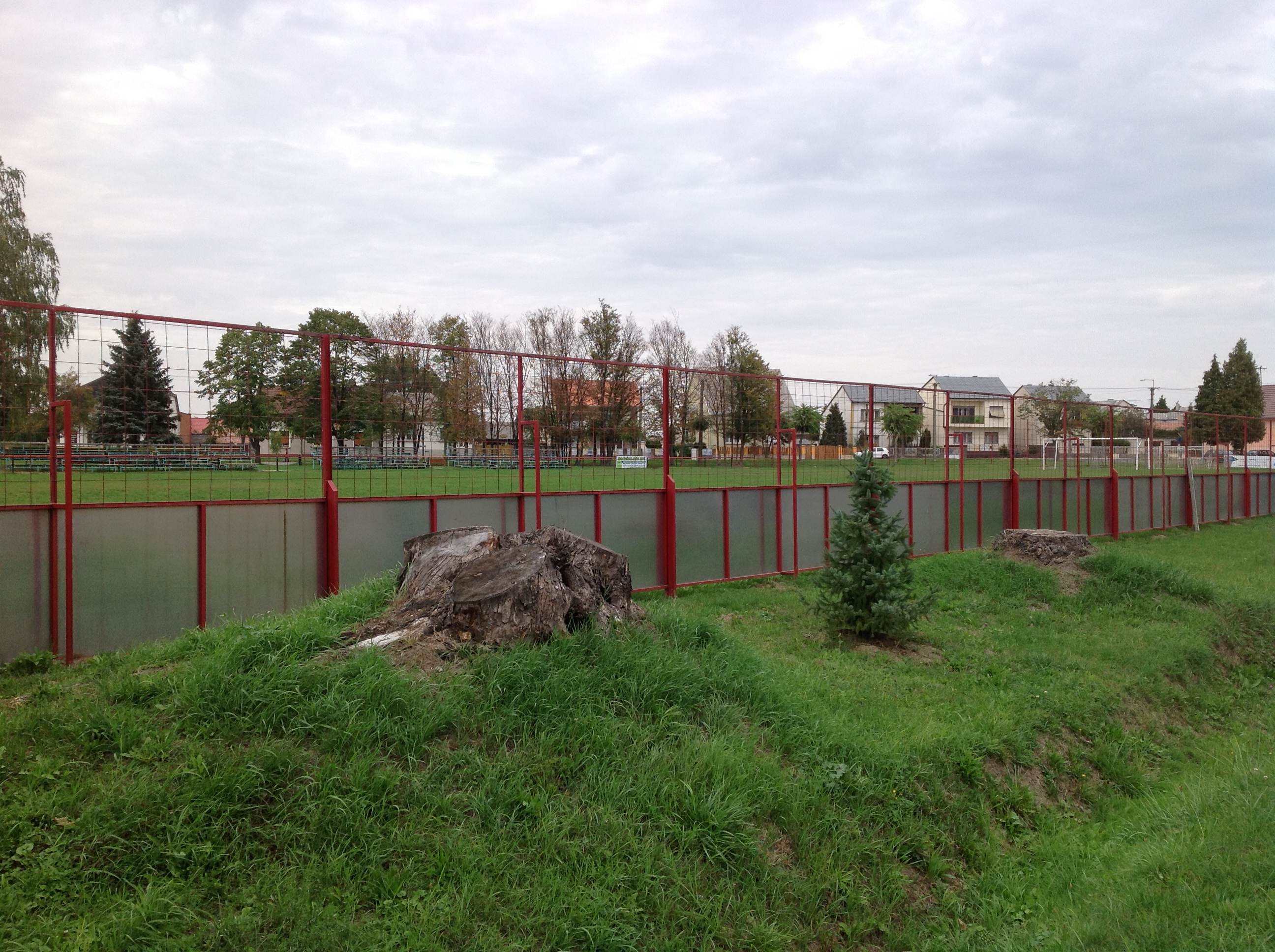
Futballpálya
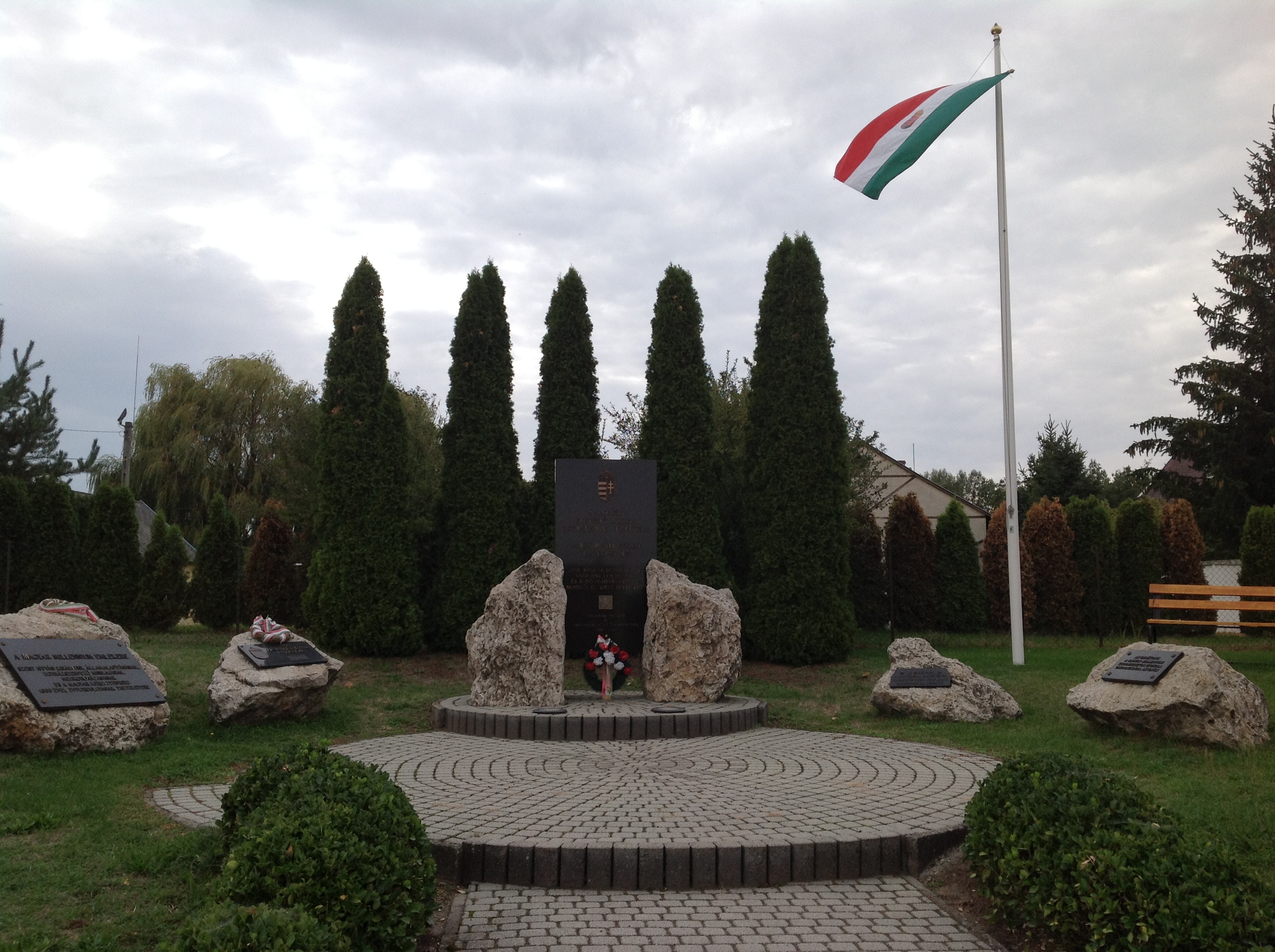
Hősi emlékmű
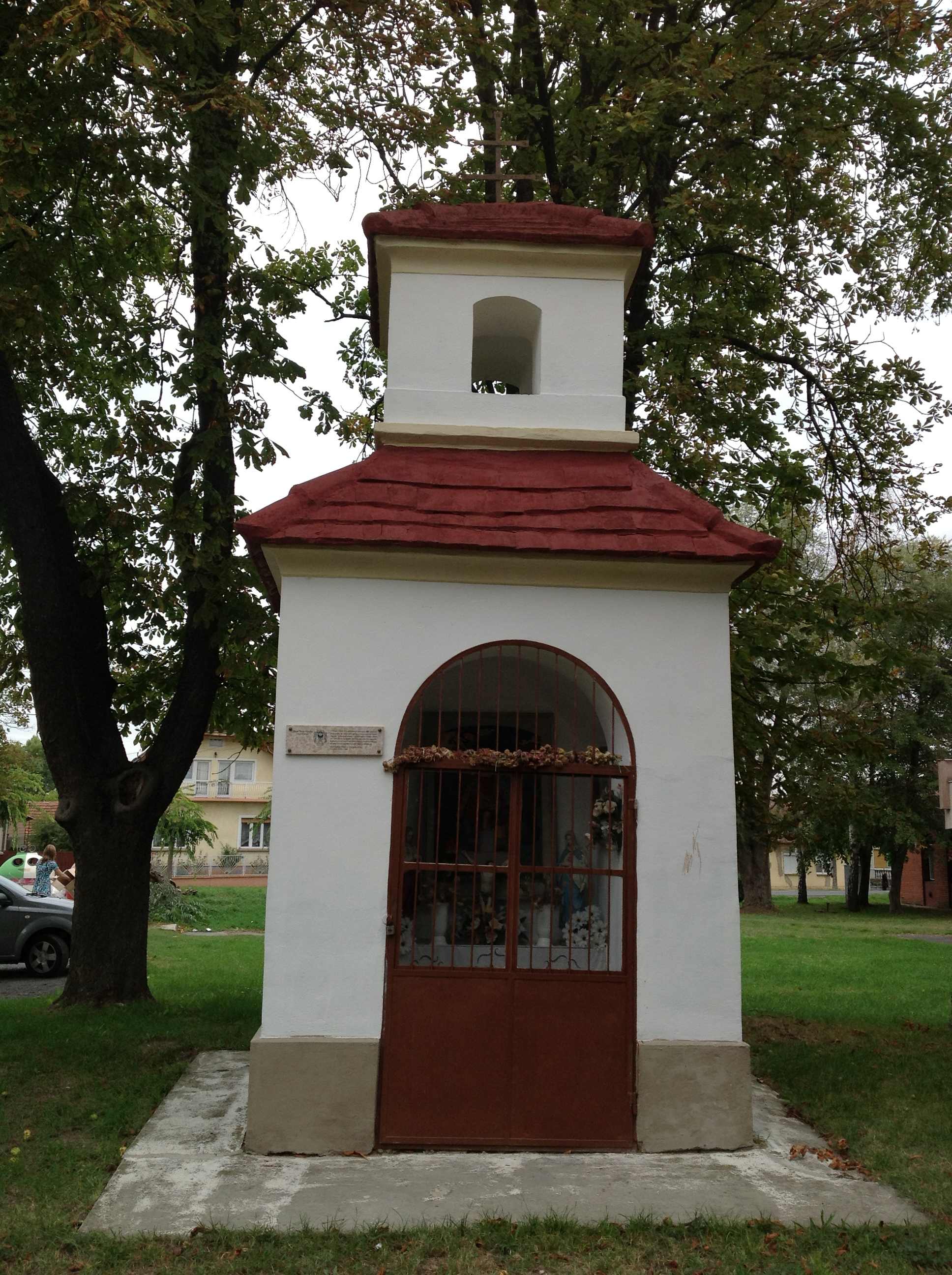
Kápolna
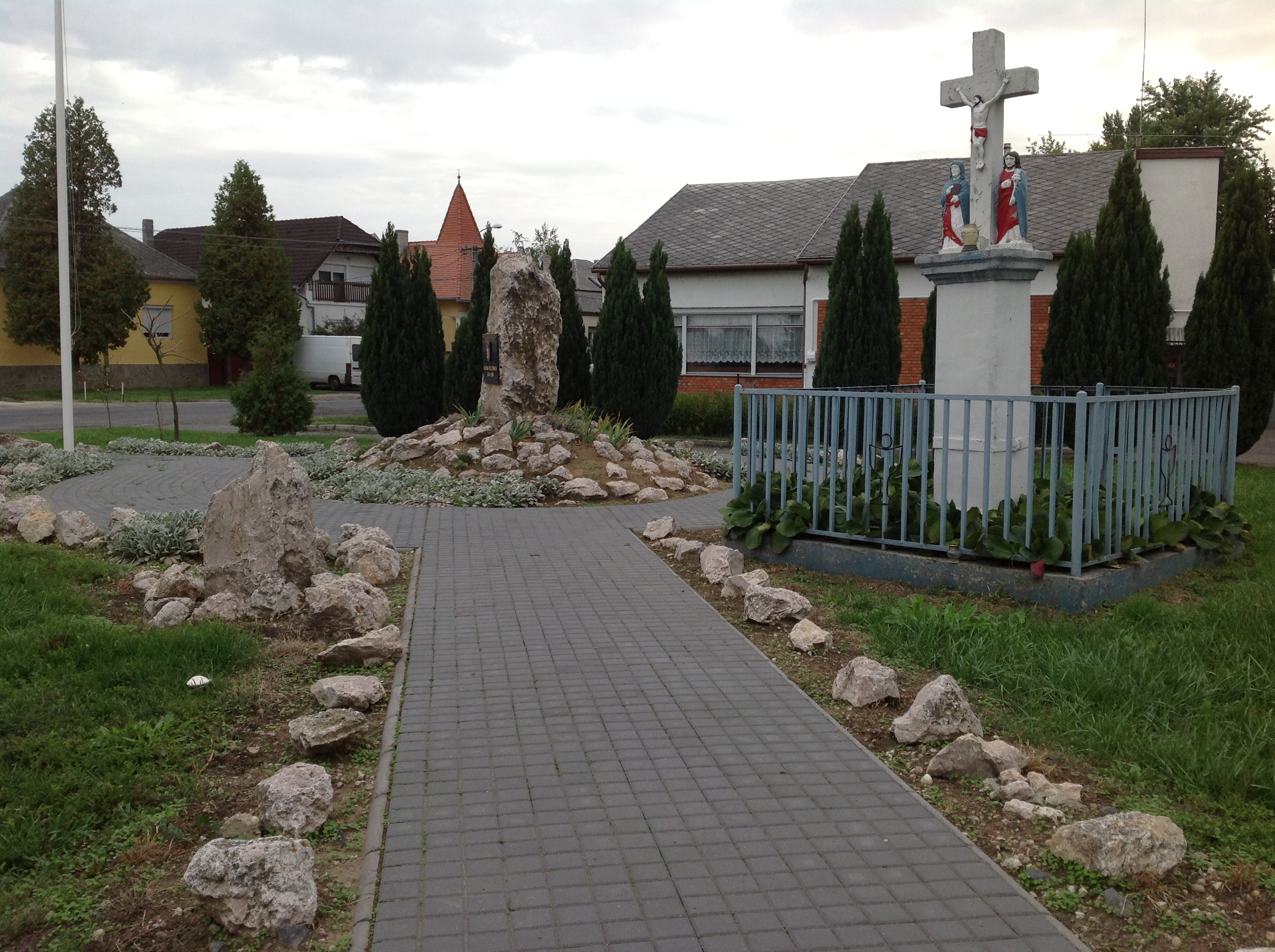
Millenniumi emlékmű
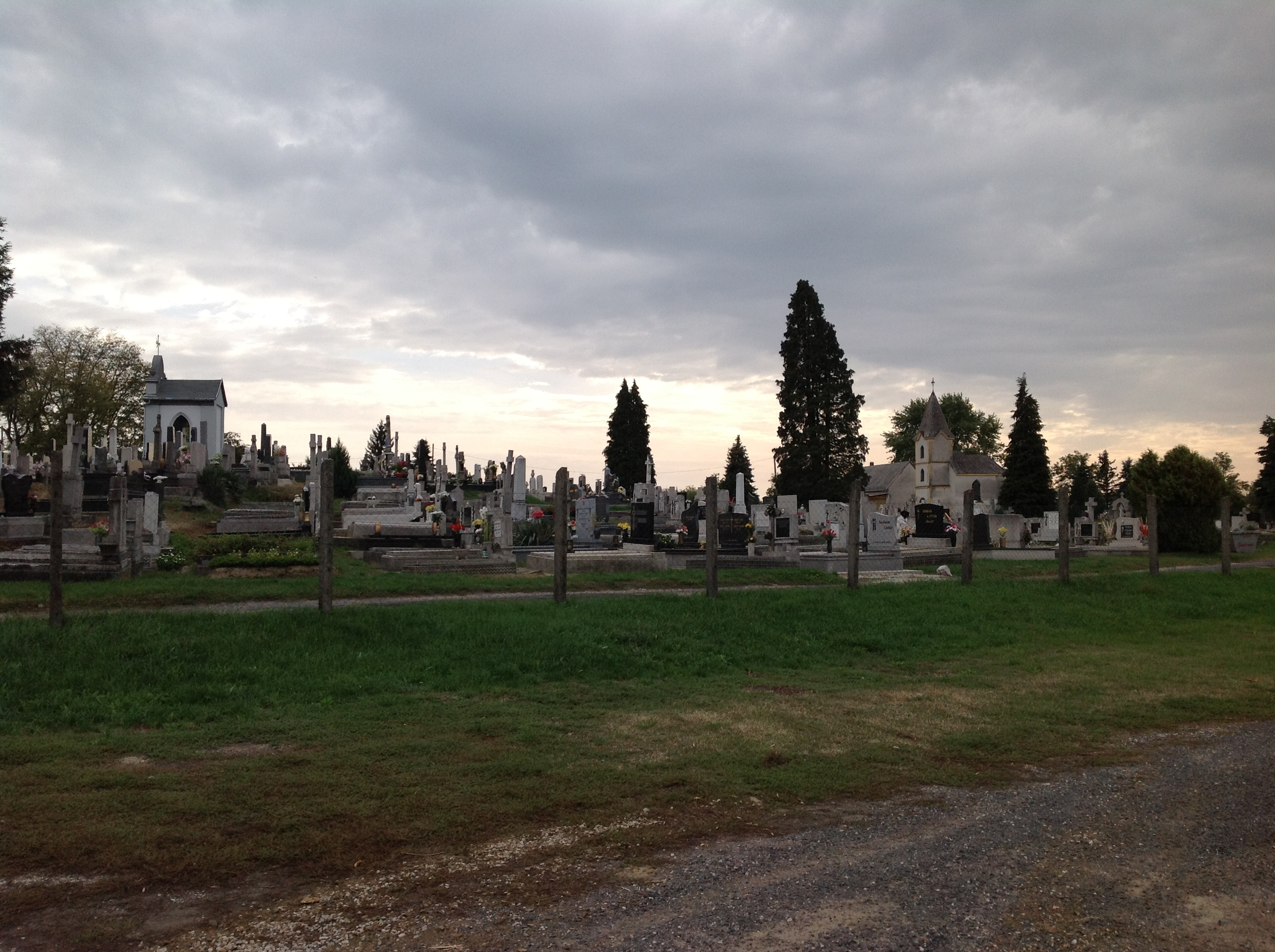
Temető
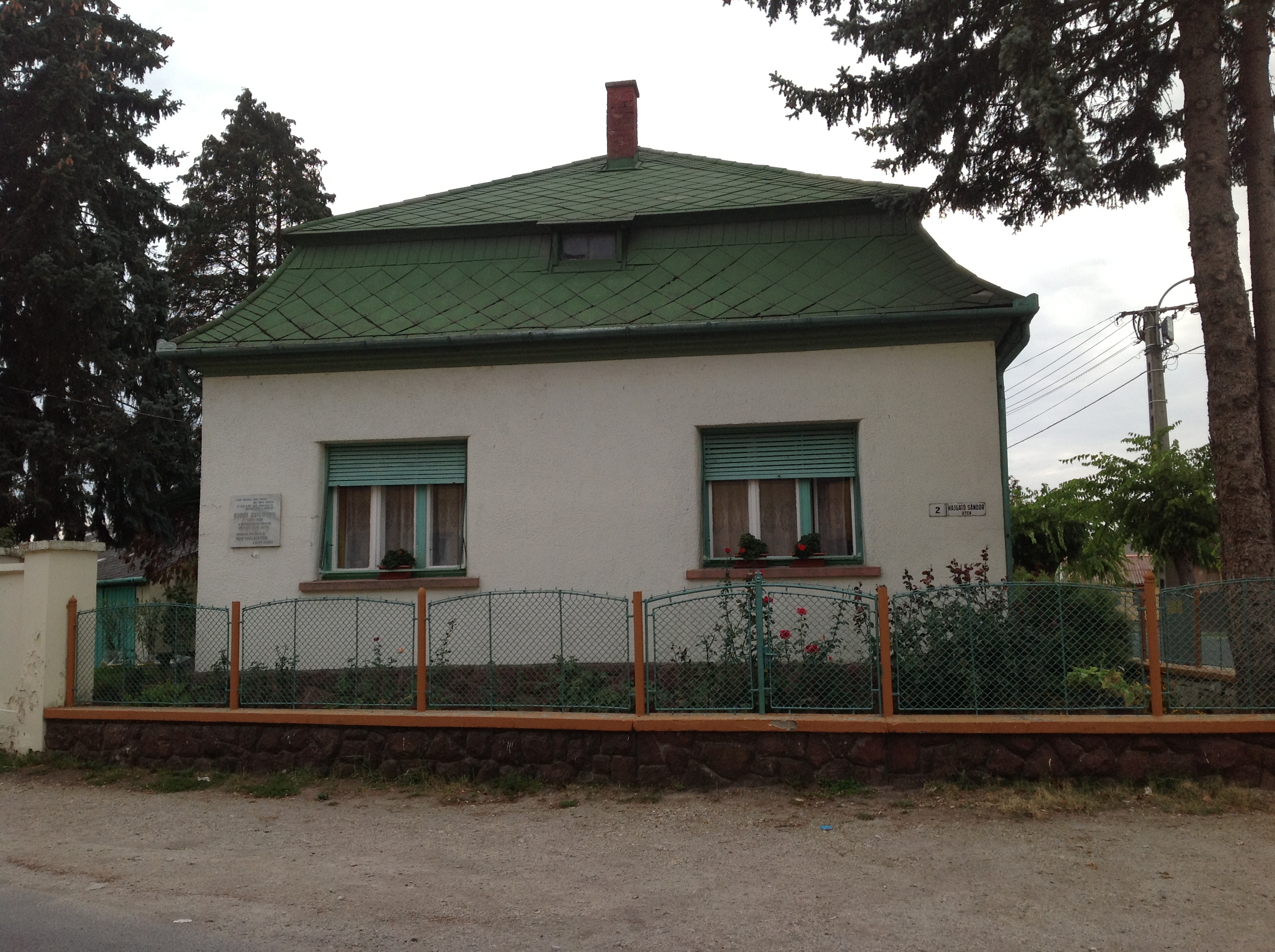
Kunfi Zsigmond szülőháza
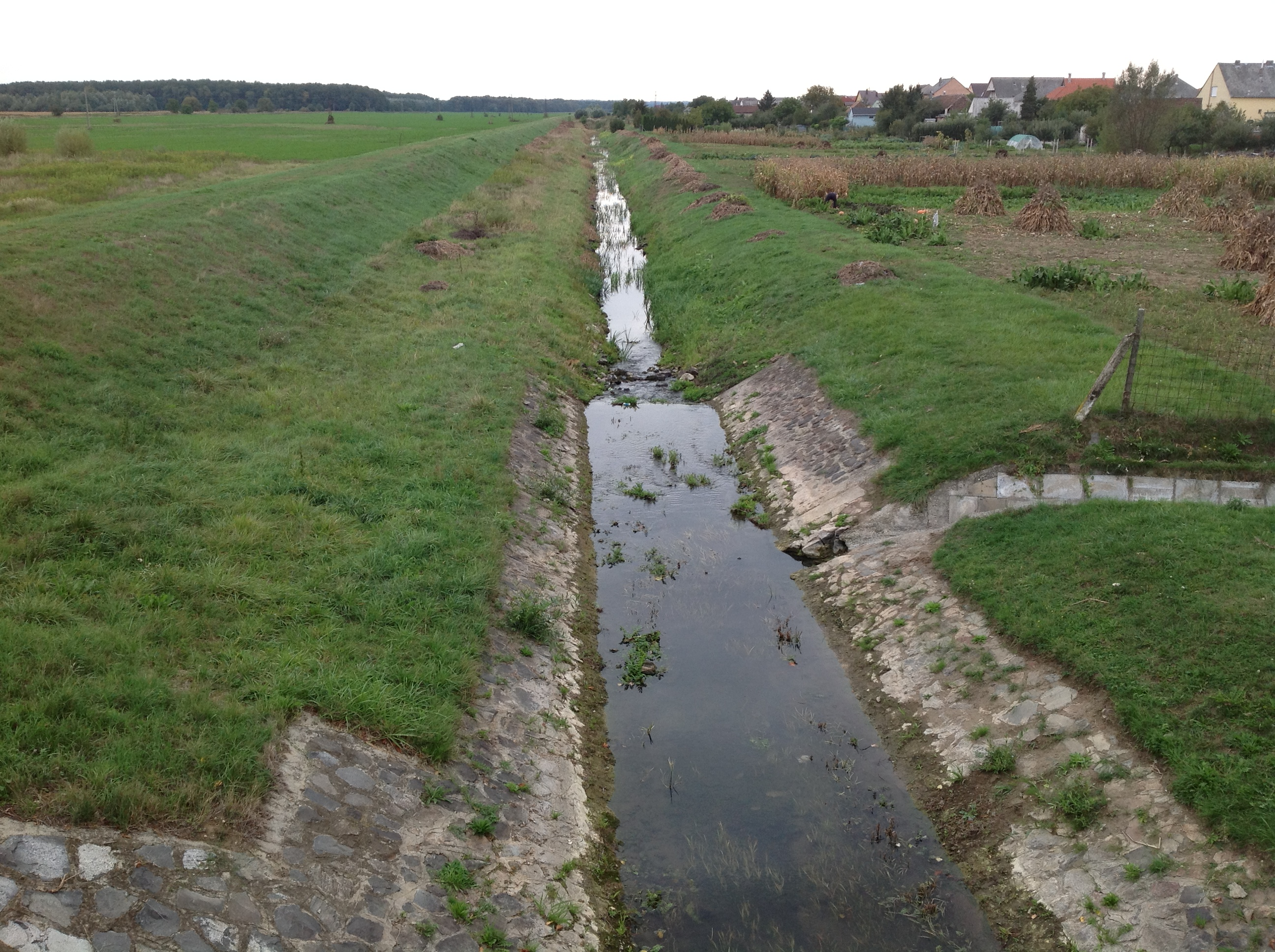
Nagykanizsa és Kiskanizsa természetes határa, a Principális-csatorna